# Џери Брукхајмер
Џером Леон Брукхајмер (енгл. Jerome Leon Bruckheimer; Детроит, 21. септембар 1943) амерички је филмски и телевизијски продуцент. Активан је у жанровима акције, драме, фантастике и научне фантастике.
Неки од његових најпознатијих филмова су Флешденс, Топ ган, Стена, Гримизна плима, Летећа тамница, Армагедон, Државни непријатељ, Пад црног јастреба, Перл Харбор као и франшизе Полицајац са Беверли Хилса, Лоши момци, Пирати са Кариба и Национално благо. Такође је директор у компанији ZeniMax Media. Много његових филмова продуцирали су Disney и Paramount, док су многе његове телевизијске серије копродуцирали Warner Bros. и CBS. У јулу 2003, Брукхајмер је почаствован од Variety магазина као први продуцент у холивудској историји који је снимио два најбоља филма са највише зараде у једном викенду, Пирати са Кариба: Проклетство Црног бисера и Лоши момци 2.
Његове најпознатије телевизијске серије су Место злочина: Лас Вегас, Истражитељи из Мајамија, Место злочина: Њујорк, Место злочина: Сајбер, Без трага и Злочини из прошлости. У једном тренутку три његове ТВ серије пласирале су се међу 10 најбољих америчких рејтинга - јединствен подвиг на телевизији.
Такође је суоснивач и сувласник (заједно са Дејвидом Бондерменом) новог тима Сијетл кракен за проширење Националне хокејашке лиге.